# Návrat domů (nakladatelství)
Návrat domů je pražské nakladatelství (právní formou občanské sdružení) moderní křesťanské literatury, většinou překladů z (americké) angličtiny, evangelického až evangelikálního zaměření.
Nejznámější součástí jeho produkce jsou díla C. S. Lewise včetně druhého vydání Letopisů Narnie na konci 90. let.
Rovněž publikovalo řadu knih s kritikou evoluční teorie a propagujících tzv. inteligentní návrh.